# لويس ألين
لويس ألين (بالإنجليزية: Lewis Allen)‏ (و. 1905 – 2000 م) هو مخرج أفلام بريطاني، بدأ مشواره المهني سنة 1943، توفي في سانتا مونيكا، كاليفورنيا، عن عمر يناهز 95 عاماً.

## وصلات خارجية
- لويس ألين على موقع IMDb (الإنجليزية)
- لويس ألين على موقع الموسوعة البريطانية (الإنجليزية)
- لويس ألين على موقع ألو سيني (الفرنسية)
- لويس ألين على موقع تيرنر كلاسيك موفيز (الإنجليزية)
- لويس ألين على موقع أول موفي (الإنجليزية)
- لويس ألين على موقع قاعدة بيانات برودواي على الإنترنت (الإنجليزية)
- لويس ألين على موقع قاعدة بيانات برودواي على الإنترنت (الإنجليزية)
- لويس ألين على موقع قاعدة بيانات الأفلام السويدية (السويدية)
- لويس ألين على موقع إن إن دي بي (الإنجليزية)
- لويس ألين على موقع قاعدة بيانات الفيلم (الإنجليزية)